# Amtsgericht Aschendorf
Das Amtsgericht Aschendorf war ein Gericht der ordentlichen Gerichtsbarkeit in Aschendorf.
Im Jahre 1826 wurde das Herzogtum Arenberg-Meppen als Standesherrschaft im Königreich Hannover wieder eingerichtet. In Aschendorf bestand das Standesherrlich Herzoglich-Arenberg’sche Amt Aschendorf als Verwaltungsbezirk und Gericht erster Instanz. Diesem war die Standesherrliche Herzoglich-Arenbergische Justiz-Kanzley zu Haselünne als Gericht zweiter Instanz übergeordnet.
Nach der Revolution von 1848 wurde im Königreich Hannover die Rechtsprechung von der Verwaltung getrennt und die Patrimonialgerichtsbarkeit abgeschafft.
Das Amtsgericht wurde daraufhin mit der Verordnung vom 7. August 1852 die Bildung der Amtsgerichte und unteren Verwaltungsbehörden betreffend als königlich hannoversches Amtsgericht gegründet.
Es umfasste das Amt Aschendorf.
Das Amtsgericht war dem Obergericht Meppen untergeordnet. Mit der Annexion Hannovers durch Preußen wurde es zu einem preußischen Amtsgericht in der Provinz Hannover.
Am 1. Oktober 1875 wurde das Amtsgericht Aschendorf aufgehoben und dessen Gerichtsbezirk dem Amtsgericht Papenburg zugeordnet.